# Animal (album của Kesha)
Animal là album phòng thu đầu tay của ca sĩ kiêm sáng tác nhạc người Mỹ Kesha, phát hành ngày 1 tháng 1 năm 2010 bởi RCA Records. Kesha bắt đầu thu âm những bản thu nháp trong nhiều năm, trước khi cô được phát hiện bởi Samantha Cox, giám đốc cấp cao mảng quan hệ tác giả/nhà xuất bản tại BMI. Cox đã chuyển bản thu cho nhiều nhạc sĩ và cuối cùng tiếp cận đến Lukasz "Dr. Luke" Gottwald, người quyết định để nữ ca sĩ hợp tác với rapper người Mỹ Flo Rida trong "Right Round". Thành công của đĩa đơn giúp Kesha được nhiều hãng thu âm săn đón, và cuối cùng cô ký hợp đồng thu âm với RCA Records. Animal là một bản thu âm electropop kết hợp với dance-pop, trong đó nữ ca sĩ hợp tác với nhiều nhà sản xuất khác nhau, bao gồm Gottwald, Benny Blanco, David Gamson, Greg Kurstin và Max Martin. Phần lớn nội dung ca từ của những bài hát trong album đều dựa trên những trải nghiệm trong quá khứ của Kesha về tình yêu, sự đau khổ, đàn ông và tận hưởng niềm vui.
Sau khi phát hành, Animal nhận được những phản ứng trái chiều từ các nhà phê bình âm nhạc, trong đó họ đánh giá cao bản chất vui vẻ và vô tư của album, trong khi số khác coi tác phẩm là thiếu trưởng thành và chân thật. Tuy nhiên, đĩa nhạc vẫn gặt hái đề cử tại giải Juno năm 2010 cho Album Quốc tế của năm và giúp cô được đề cử cho Nghệ sĩ của năm tại giải thưởng Âm nhạc Mỹ năm 2010. Animal cũng gặt hái những thành công lớn về mặt thương mại, đứng đầu các bảng xếp hạng tại Canada và Hy Lạp, đồng thời lọt vào top 10 ở nhiều quốc gia khác, bao gồm vươn đến top 5 ở những thị trường lớn như Úc, Áo, Nhật Bản và Thụy Sĩ. Đĩa nhạc ra mắt ở vị trí số một trên bảng xếp hạng Billboard 200 tại Hoa Kỳ với 152,000 bản, trở thành album quán quân đầu tiên của Kesha và sau đó được chứng nhận bốn đĩa Bạch kim bởi Hiệp hội Công nghiệp Ghi âm Hoa Kỳ (RIAA), công nhận bốn triệu đơn vị album tương đương được tiêu thụ tại đây. Tính đến nay, đĩa nhạc đã bán được hơn tám triệu bản trên toàn cầu.
Bốn đĩa đơn đã được phát hành từ Animal. "Tik Tok" được chọn làm đĩa đơn mở đường và đứng đầu các bảng xếp hạng ở 11 quốc gia, đồng thời đạt vị trí số một trên bảng xếp hạng Billboard Hot 100 trong chín tuần liên tiếp và là đĩa đơn bán chạy nhất năm trên toàn cầu. Những đĩa đơn tiếp theo "Blah Blah Blah", "Your Love Is My Drug" và "Take It Off" đều gặt hái nhiều thành công khi lọt vào top 10 ở nhiều thị trường nổi bật, bao gồm Úc, Canada và Hoa Kỳ. Để quảng bá album, Kesha xuất hiện và trình diễn trên nhiều chương trình truyền hình và lễ trao giải lớn, như American Idol, The Ellen DeGeneres Show, Late Night with Jimmy Fallon, Saturday Night Live, Today và giải thưởng Âm nhạc Mỹ năm 2010, cũng như thực hiện chuyến lưu diễn Get Sleazy Tour với 90 đêm diễn khắp Bắc Mỹ, Châu Âu, Úc và Nam Mỹ. Cuối năm 2010, nữ ca sĩ ra mắt đĩa mở rộng đầu tiên Cannibal, và được phát hành như một phần cho bản tái phát hành của Animal cũng như một đĩa nhạc độc lập.

## Danh sách bài hát
| Animal – Phiên bản tiêu chuẩn | Animal – Phiên bản tiêu chuẩn        | Animal – Phiên bản tiêu chuẩn                   | Animal – Phiên bản tiêu chuẩn | Animal – Phiên bản tiêu chuẩn |
| STT                           | Nhan đề                              | Sáng tác                                        | Sản xuất                      | Thời lượng                    |
| ----------------------------- | ------------------------------------ | ----------------------------------------------- | ----------------------------- | ----------------------------- |
| 1.                            | "Your Love Is My Drug"               | Kesha Sebert Pebe Sebert Joshua Coleman         | Dr. Luke Benny Blanco Ammo    | 3:06                          |
| 2.                            | "Tik Tok"                            | K. Sebert Lukasz Gottwald Benjamin Levin        | Dr. Luke Blanco               | 3:19                          |
| 3.                            | "Take It Off"                        | K. Sebert Gottwald Claude Kelly                 | Dr. Luke                      | 3:35                          |
| 4.                            | "Kiss n Tell"                        | K. Sebert Gottwald Max Martin Shellback         | Dr. Luke Max Martin           | 3:27                          |
| 5.                            | "Stephen"                            | K. Sebert P. Sebert David Gamson Oliver Leiber  | Gamson Leiber [A]             | 3:32                          |
| 6.                            | "Blah Blah Blah" (hợp tác với 3OH!3) | K. Sebert Levin Neon Hitch Sean Foreman         | Blanco                        | 2:52                          |
| 7.                            | "Hungover"                           | K. Sebert Gottwald Martin Shellback             | Dr. Luke Martin Ammo [B]      | 3:52                          |
| 8.                            | "Party at a Rich Dude's House"       | K. Sebert Shellback Levin                       | Shellback Blanco              | 2:55                          |
| 9.                            | "Backstabber"                        | K. Sebert Gamson Marc Nelkin Jon Ingoldsby      | Gamson                        | 3:06                          |
| 10.                           | "Blind"                              | K. Sebert Gottwald Levin Coleman                | Dr. Luke Blanco Ammo          | 3:17                          |
| 11.                           | "Dinosaur"                           | K. Sebert Martin Shellback                      | Martin Shellback              | 2:55                          |
| 12.                           | "Dancing with Tears in My Eyes"      | K. Sebert Gottwald Levin Kelly                  | Dr. Luke Blanco               | 3:29                          |
| 13.                           | "Boots & Boys"                       | K. Sebert Tom Neville Olivia Nervo Miriam Nervo | Neville                       | 2:56                          |
| 14.                           | "Animal"                             | K. Sebert P. Sebert Gottwald Greg Kurstin       | Kurstin                       | 3:57                          |
| Tổng thời lượng:              | Tổng thời lượng:                     | Tổng thời lượng:                                | Tổng thời lượng:              | 46:18                         |

| Animal – Phiên bản quốc tế (bản nhạc kèm theo) | Animal – Phiên bản quốc tế (bản nhạc kèm theo) | Animal – Phiên bản quốc tế (bản nhạc kèm theo) | Animal – Phiên bản quốc tế (bản nhạc kèm theo) | Animal – Phiên bản quốc tế (bản nhạc kèm theo) |
| STT                                            | Nhan đề                                        | Sáng tác                                       | Sản xuất                                       | Thời lượng                                     |
| ---------------------------------------------- | ---------------------------------------------- | ---------------------------------------------- | ---------------------------------------------- | ---------------------------------------------- |
| 15.                                            | "VIP"                                          | K. Sebert Neville O. Nervo M. Nervo            | Neville O. Nervo [C] M. Nervo [C]              | 3:31                                           |
| Tổng thời lượng:                               | Tổng thời lượng:                               | Tổng thời lượng:                               | Tổng thời lượng:                               | 49:49                                          |

| Animal – Phiên bản tại Vương quốc Anh (bản nhạc kèm theo) | Animal – Phiên bản tại Vương quốc Anh (bản nhạc kèm theo) | Animal – Phiên bản tại Vương quốc Anh (bản nhạc kèm theo) | Animal – Phiên bản tại Vương quốc Anh (bản nhạc kèm theo) | Animal – Phiên bản tại Vương quốc Anh (bản nhạc kèm theo) |
| STT                                                       | Nhan đề                                                   | Sáng tác                                                  | Sản xuất                                                  | Thời lượng                                                |
| --------------------------------------------------------- | --------------------------------------------------------- | --------------------------------------------------------- | --------------------------------------------------------- | --------------------------------------------------------- |
| 16.                                                       | "Dirty Picture Pt. 2" (hợp tác với Taio Cruz)             | K. Sebert Cruz Fraser T Smith Gottwald Levin              | Fraser T Smith Cruz Dr. Luke [C] Blanco [C]               | 3:39                                                      |
| Tổng thời lượng:                                          | Tổng thời lượng:                                          | Tổng thời lượng:                                          | Tổng thời lượng:                                          | 53:28                                                     |

| Animal – Phiên bản nhạc số tại Hàn Quốc (bản nhạc kèm theo) | Animal – Phiên bản nhạc số tại Hàn Quốc (bản nhạc kèm theo) | Animal – Phiên bản nhạc số tại Hàn Quốc (bản nhạc kèm theo) | Animal – Phiên bản nhạc số tại Hàn Quốc (bản nhạc kèm theo) | Animal – Phiên bản nhạc số tại Hàn Quốc (bản nhạc kèm theo) |
| STT                                                         | Nhan đề                                                     | Sáng tác                                                    | Sản xuất                                                    | Thời lượng                                                  |
| ----------------------------------------------------------- | ----------------------------------------------------------- | ----------------------------------------------------------- | ----------------------------------------------------------- | ----------------------------------------------------------- |
| 16.                                                         | "Tik Tok" (Wolfedelic club mix)                             | K. Sebert Gottwald Levin                                    | Dr. Luke Blanco The Wolf [D]                                | 6:16                                                        |
| Tổng thời lượng:                                            | Tổng thời lượng:                                            | Tổng thời lượng:                                            | Tổng thời lượng:                                            | 56:05                                                       |

| Animal – Phiên bản DTC độc quyền (bản nhạc kèm theo) | Animal – Phiên bản DTC độc quyền (bản nhạc kèm theo) | Animal – Phiên bản DTC độc quyền (bản nhạc kèm theo) | Animal – Phiên bản DTC độc quyền (bản nhạc kèm theo) | Animal – Phiên bản DTC độc quyền (bản nhạc kèm theo) |
| STT                                                  | Nhan đề                                              | Sáng tác                                             | Sản xuất                                             | Thời lượng                                           |
| ---------------------------------------------------- | ---------------------------------------------------- | ---------------------------------------------------- | ---------------------------------------------------- | ---------------------------------------------------- |
| 16.                                                  | "Tik Tok" (Cooly G mix)                              | K. Sebert Gottwald Levin                             | Dr. Luke Blanco Cooly G [D]                          | 3:49                                                 |
| Tổng thời lượng:                                     | Tổng thời lượng:                                     | Tổng thời lượng:                                     | Tổng thời lượng:                                     | 53:38                                                |

| Animal – Phiên bản tại Nhật, cao cấp tại Úc và bản mở rộng (bản nhạc kèm theo) | Animal – Phiên bản tại Nhật, cao cấp tại Úc và bản mở rộng (bản nhạc kèm theo) | Animal – Phiên bản tại Nhật, cao cấp tại Úc và bản mở rộng (bản nhạc kèm theo) | Animal – Phiên bản tại Nhật, cao cấp tại Úc và bản mở rộng (bản nhạc kèm theo) | Animal – Phiên bản tại Nhật, cao cấp tại Úc và bản mở rộng (bản nhạc kèm theo) |
| STT                                                                            | Nhan đề                                                                        | Sáng tác                                                                       | Sản xuất                                                                       | Thời lượng                                                                     |
| ------------------------------------------------------------------------------ | ------------------------------------------------------------------------------ | ------------------------------------------------------------------------------ | ------------------------------------------------------------------------------ | ------------------------------------------------------------------------------ |
| 16.                                                                            | "C U Next Tuesday"                                                             | K. Sebert Gamson Nelkin                                                        | Gamson                                                                         | 3:52                                                                           |
| 17.                                                                            | "Tik Tok" (Wolfedelic club mix)                                                | K. Sebert Gottwald Levin                                                       | Dr. Luke Blanco The Wolf [D]                                                   | 6:16                                                                           |
| 18.                                                                            | "Tik Tok" (Fred Falke club remix)                                              | K. Sebert Gottwald Levin                                                       | Dr. Luke Blanco Fred Falke [D]                                                 | 6:42                                                                           |
| Tổng thời lượng:                                                               | Tổng thời lượng:                                                               | Tổng thời lượng:                                                               | Tổng thời lượng:                                                               | 66:39                                                                          |

| Animal – Phiên bản cao cấp tại Úc (DVD kèm theo) | Animal – Phiên bản cao cấp tại Úc (DVD kèm theo)      | Animal – Phiên bản cao cấp tại Úc (DVD kèm theo) |
| STT                                              | Nhan đề                                               | Thời lượng                                       |
| ------------------------------------------------ | ----------------------------------------------------- | ------------------------------------------------ |
| 1.                                               | "Dinosaur" (trực tiếp tại London)                     |                                                  |
| 2.                                               | "Blah Blah Blah" (trực tiếp tại London)               |                                                  |
| 3.                                               | "Party at a Rich Dude's House" (trực tiếp tại London) |                                                  |
| 4.                                               | "Tik Tok" (trực tiếp tại London)                      |                                                  |
| 5.                                               | "Blah Blah Blah" (video ca nhạc; hợp tác với 3OH!3)   |                                                  |
| 6.                                               | "Tik Tok" (video ca nhạc)                             |                                                  |
| 7.                                               | "Your Love Is My Drug" (video ca nhạc)                |                                                  |
| 8.                                               | "Manchester" (Tập phim chiếu mạng–Kesha on the Road)  |                                                  |

| Animal – Phiên bản giới hạn tại Nhật Bản (DVD kèm theo) | Animal – Phiên bản giới hạn tại Nhật Bản (DVD kèm theo)             | Animal – Phiên bản giới hạn tại Nhật Bản (DVD kèm theo) |
| STT                                                     | Nhan đề                                                             | Thời lượng                                              |
| ------------------------------------------------------- | ------------------------------------------------------------------- | ------------------------------------------------------- |
| 7.                                                      | "Manchester" (Tập phim chiếu mạng–Kesha on the Road)                |                                                         |
| 8.                                                      | "The Showcase" (Tập phim chiếu mạng–Kesha on the Road)              |                                                         |
| 9.                                                      | "London" (Tập phim chiếu mạng–Kesha on the Road)                    |                                                         |
| 10.                                                     | "Amsterdam" (Tập phim chiếu mạng–Kesha on the Road)                 |                                                         |
| 11.                                                     | "G.A.Y" (Tập phim chiếu mạng–Kesha on the Road)                     |                                                         |
| 12.                                                     | "Hậu trường quay Quảng cáo" (Tập phim chiếu mạng–Kesha on the Road) |                                                         |

Ghi chú
- Phiên bản của "C U Next Tuesday" trong Animal không bị kiểm duyệt, đồng thời cũng có phần kết dài hơn so với phiên bản trong Cannibal.
- "Blah Blah Blah" bị loại khỏi phiên bản CD tại Trung Quốc do luật kiểm duyệt tại đây.[8]

### Animal + Cannibal
Ban đầu được lên kế hoạch như là một phần cho bản tái phát hành của Animal, Cannibal được ra mắt chung khi tái bản Animal cũng như ra mắt độc lập. EP được mô tả là bản thu âm với "chín bài hát đồng hành" tiếp theo của Animal. Cannibal ban đầu dự định sẽ gồm bốn đến tám bản nhạc, và kết quả là tám bản nhạc mới và một bản phối lại.
| Đĩa 1: Animal – Phiên bản tiêu chuẩn | Đĩa 1: Animal – Phiên bản tiêu chuẩn | Đĩa 1: Animal – Phiên bản tiêu chuẩn | Đĩa 1: Animal – Phiên bản tiêu chuẩn | Đĩa 1: Animal – Phiên bản tiêu chuẩn |
| STT                                  | Nhan đề                              | Sáng tác                             | Sản xuất                             | Thời lượng                           |
| ------------------------------------ | ------------------------------------ | ------------------------------------ | ------------------------------------ | ------------------------------------ |
| 1.                                   | "Your Love Is My Drug"               | K. Sebert Pebe Sebert Joshua Coleman | Dr. Luke Blanco Ammo                 | 3:06                                 |
| 2.                                   | "Tik Tok"                            | K. Sebert Gottwald Levin             | Dr. Luke Blanco                      | 3:19                                 |
| 3.                                   | "Take It Off"                        | K. Sebert Gottwald Kelly             | Dr. Luke                             | 3:35                                 |
| 4.                                   | "Kiss n Tell"                        | K. Sebert Gottwald Martin Shellback  | Dr. Luke Martin                      | 3:27                                 |
| 5.                                   | "Stephen"                            | K. Sebert Gamson P. Sebert Leiber    | Gamson Leiber [A]                    | 3:32                                 |
| 6.                                   | "Blah Blah Blah" (hợp tác với 3OH!3) | K. Sebert Levin Hitch Foreman        | Blanco                               | 2:52                                 |
| 7.                                   | "Hungover"                           | K. Sebert Gottwald Martin Shellback  | Dr. Luke Martin Ammo                 | 3:52                                 |
| 8.                                   | "Party at a Rich Dude's House"       | K. Sebert Shellback Levin            | Shellback Blanco                     | 2:55                                 |
| 9.                                   | "Backstabber"                        | K. Sebert Gamson Nelkin Ingoldsby    | Gamson                               | 3:06                                 |
| 10.                                  | "Blind"                              | K. Sebert Gottwald Levin Coleman     | Dr. Luke Blanco Ammo                 | 3:17                                 |
| 11.                                  | "Dinosaur"                           | K. Sebert Martin Shellback           | Martin Shellback                     | 2:55                                 |
| 12.                                  | "Dancing with Tears in My Eyes"      | K. Sebert Gottwald Levin Kelly       | Dr. Luke Blanco                      | 3:29                                 |
| 13.                                  | "Boots & Boys"                       | K. Sebert Neville O. Nervo M. Nervo  | Neville                              | 2:56                                 |
| 14.                                  | "Animal"                             | K. Sebert P. Sebert Gottwald Kurstin | Kurstin                              | 3:57                                 |
| Tổng thời lượng:                     | Tổng thời lượng:                     | Tổng thời lượng:                     | Tổng thời lượng:                     | 46:18                                |

| Đĩa 1: Animal – Phiên bản tại Vương quốc Anh (bản nhạc kèm theo) | Đĩa 1: Animal – Phiên bản tại Vương quốc Anh (bản nhạc kèm theo) | Đĩa 1: Animal – Phiên bản tại Vương quốc Anh (bản nhạc kèm theo) | Đĩa 1: Animal – Phiên bản tại Vương quốc Anh (bản nhạc kèm theo) | Đĩa 1: Animal – Phiên bản tại Vương quốc Anh (bản nhạc kèm theo) |
| STT                                                              | Nhan đề                                                          | Sáng tác                                                         | Sản xuất                                                         | Thời lượng                                                       |
| ---------------------------------------------------------------- | ---------------------------------------------------------------- | ---------------------------------------------------------------- | ---------------------------------------------------------------- | ---------------------------------------------------------------- |
| 15.                                                              | "VIP"                                                            | K. Sebert Neville O. Nervo M. Nervo                              | Neville O. Nervo [C] M. Nervo [C]                                | 3:31                                                             |
| 16.                                                              | "Dirty Picture Pt. 2" (hợp tác với Taio Cruz)                    | K. Sebert Cruz Smith Gottwald Levin                              | Fraser T Smith Cruz Dr. Luke [C] Blanco [C]                      | 3:39                                                             |
| Tổng thời lượng:                                                 | Tổng thời lượng:                                                 | Tổng thời lượng:                                                 | Tổng thời lượng:                                                 | 53:28                                                            |

| Đĩa 1: Animal – Phiên bản tại Nhật Bản (bản nhạc kèm theo) | Đĩa 1: Animal – Phiên bản tại Nhật Bản (bản nhạc kèm theo) | Đĩa 1: Animal – Phiên bản tại Nhật Bản (bản nhạc kèm theo) | Đĩa 1: Animal – Phiên bản tại Nhật Bản (bản nhạc kèm theo) | Đĩa 1: Animal – Phiên bản tại Nhật Bản (bản nhạc kèm theo) |
| STT                                                        | Nhan đề                                                    | Sáng tác                                                   | Sản xuất                                                   | Thời lượng                                                 |
| ---------------------------------------------------------- | ---------------------------------------------------------- | ---------------------------------------------------------- | ---------------------------------------------------------- | ---------------------------------------------------------- |
| 16.                                                        | "Tik Tok" (Wolfadelic club mix)                            | K. Sebert Gottwald Levin                                   | Dr. Luke Blanco The Wolf [D]                               | 6:16                                                       |
| 17.                                                        | "Tik Tok" (Fred Falke club remix)                          | K. Sebert Gottwald Levin                                   | Dr. Luke Blanco Fred Falke [D]                             | 6:42                                                       |
| Tổng thời lượng:                                           | Tổng thời lượng:                                           | Tổng thời lượng:                                           | Tổng thời lượng:                                           | 62:47                                                      |

| Đĩa 2: Cannibal – Phiên bản tiêu chuẩn | Đĩa 2: Cannibal – Phiên bản tiêu chuẩn          | Đĩa 2: Cannibal – Phiên bản tiêu chuẩn                 | Đĩa 2: Cannibal – Phiên bản tiêu chuẩn | Đĩa 2: Cannibal – Phiên bản tiêu chuẩn |
| STT                                    | Nhan đề                                         | Sáng tác                                               | Sản xuất                               | Thời lượng                             |
| -------------------------------------- | ----------------------------------------------- | ------------------------------------------------------ | -------------------------------------- | -------------------------------------- |
| 1.                                     | "Cannibal"                                      | K. Sebert Coleman Mathieu Jomphe P. Sebert             | Ammo Billboard                         | 3:14                                   |
| 2.                                     | "We R Who We R"                                 | K. Sebert Coleman Gottwald Jacob Kasher Hindlin Levin  | Dr. Luke Blanco Ammo                   | 3:24                                   |
| 3.                                     | "Sleazy"                                        | K. Sebert Klas Åhlund Shondrae Crawford Gottwald Levin | Dr. Luke Bangladesh Blanco             | 3:25                                   |
| 4.                                     | "Blow"                                          | K. Sebert Åhlund Gottwald Allan Grigg Levin Martin     | Dr. Luke Martin Blanco Kool Kojak      | 3:40                                   |
| 5.                                     | "The Harold Song"                               | K. Sebert Coleman                                      | Ammo                                   | 3:58                                   |
| 6.                                     | "Crazy Beautiful Life"                          | K. Sebert Gottwald P. Sebert Martin                    | Dr. Luke                               | 2:50                                   |
| 7.                                     | "Grow a Pear"                                   | K. Sebert Gottwald Levin Martin                        | Dr. Luke Martin Blanco                 | 3:28                                   |
| 8.                                     | "C U Next Tuesday"                              | K. Sebert Gamson Nelkin                                | Gamson                                 | 3:45                                   |
| 9.                                     | "Animal" (Billboard remix)                      | K. Sebert Gottwald Kurstin P. Sebert                   | Kurstin Billboard [D]                  | 4:15                                   |
| 10.                                    | "Stephen" (video ca nhạc)                       |                                                        |                                        | 3:32                                   |
| 11.                                    | "Animal" (video ca nhạc)                        |                                                        |                                        | 3:57                                   |
| 12.                                    | "Take It Off" (video ca nhạc bản K$ N’ Friends) |                                                        |                                        | 3:35                                   |
| Tổng thời lượng:                       | Tổng thời lượng:                                | Tổng thời lượng:                                       | Tổng thời lượng:                       | 43:03                                  |

| Đĩa 2: Cannibal – Phiên bản tại Vương quốc Anh (bản nhạc kèm theo) | Đĩa 2: Cannibal – Phiên bản tại Vương quốc Anh (bản nhạc kèm theo) | Đĩa 2: Cannibal – Phiên bản tại Vương quốc Anh (bản nhạc kèm theo) | Đĩa 2: Cannibal – Phiên bản tại Vương quốc Anh (bản nhạc kèm theo) | Đĩa 2: Cannibal – Phiên bản tại Vương quốc Anh (bản nhạc kèm theo) |
| STT                                                                | Nhan đề                                                            | Sáng tác                                                           | Sản xuất                                                           | Thời lượng                                                         |
| ------------------------------------------------------------------ | ------------------------------------------------------------------ | ------------------------------------------------------------------ | ------------------------------------------------------------------ | ------------------------------------------------------------------ |
| 10.                                                                | "The Sleazy Remix" (hợp tác với André 3000)                        | K. Sebert Åhlund Crawford Gottwald Levin André Benjamin            | Dr. Luke Bangladesh Blanco                                         | 3:49                                                               |
| 11.                                                                | "Stephen" (video ca nhạc)                                          |                                                                    |                                                                    | 3:32                                                               |
| 12.                                                                | "Animal" (video ca nhạc)                                           |                                                                    |                                                                    | 3:57                                                               |
| 13.                                                                | "Take It Off" (video ca nhạc bản K$ N’ Friends)                    |                                                                    |                                                                    | 3:35                                                               |
| Tổng thời lượng:                                                   | Tổng thời lượng:                                                   | Tổng thời lượng:                                                   | Tổng thời lượng:                                                   | 46:52                                                              |

| Đĩa 2: Cannibal – Phiên bản tại Nhật Bản (bản nhạc kèm theo) | Đĩa 2: Cannibal – Phiên bản tại Nhật Bản (bản nhạc kèm theo) | Đĩa 2: Cannibal – Phiên bản tại Nhật Bản (bản nhạc kèm theo) | Đĩa 2: Cannibal – Phiên bản tại Nhật Bản (bản nhạc kèm theo) | Đĩa 2: Cannibal – Phiên bản tại Nhật Bản (bản nhạc kèm theo) |
| STT                                                          | Nhan đề                                                      | Sáng tác                                                     | Sản xuất                                                     | Thời lượng                                                   |
| ------------------------------------------------------------ | ------------------------------------------------------------ | ------------------------------------------------------------ | ------------------------------------------------------------ | ------------------------------------------------------------ |
| 10.                                                          | "Your Love Is My Drug" (Bimbo Jones radio)                   | K. Sebert P. Sebert Coleman                                  | Dr. Luke Blanco Ammo                                         | 3:07                                                         |
| 11.                                                          | "Take It Off" (Billboard radio mix)                          | K. Sebert Gottwald Kelly                                     | Dr. Luke                                                     | 3:38                                                         |
| 12.                                                          | "Animal" (Dave Audé remix)                                   | K. Sebert P. Sebert Gottwald Kurstin                         | Kurstin Billboard                                            | 4:36                                                         |
| 13.                                                          | "Stephen" (video ca nhạc)                                    |                                                              |                                                              | 3:32                                                         |
| 14.                                                          | "Animal" (video ca nhạc)                                     |                                                              |                                                              | 3:57                                                         |
| 15.                                                          | "Take It Off" (video ca nhạc bản K$ N’ Friends)              |                                                              |                                                              | 3:35                                                         |
| Tổng thời lượng:                                             | Tổng thời lượng:                                             | Tổng thời lượng:                                             | Tổng thời lượng:                                             | 54:24                                                        |

## Xếp hạng
| Bảng xếp hạng (2010–2011)                | Vị trí cao nhất |
| ---------------------------------------- | --------------- |
| Album Úc (ARIA)                          | 4               |
| Album Áo (Ö3 Austria)                    | 4               |
| Album Bỉ (Ultratop Vlaanderen)           | 32              |
| Album Bỉ (Ultratop Wallonie)             | 22              |
| Album Brazil (ABPD)                      | 16              |
| Album Canada (Billboard)                 | 1               |
| Album Hà Lan (Album Top 100)             | 52              |
| Album Châu Âu (Billboard)                | 7               |
| Album Phần Lan (Suomen virallinen lista) | 43              |
| Album Pháp (SNEP)                        | 11              |
| Album Đức (Offizielle Top 100)           | 7               |
| Album Hy Lạp (IFPI)                      | 1               |
| Album Hungaria (MAHASZ)                  | 38              |
| Album Ireland (IRMA)                     | 8               |
| Album Ý (FIMI)                           | 22              |
| Album Nhật Bản (Oricon)                  | 3               |
| Album Mexico (Top 100 Mexico)            | 27              |
| Album New Zealand (RMNZ)                 | 6               |
| Album Na Uy (VG-lista)                   | 36              |
| Album Ba Lan (OLiS)                      | 44              |
| Album Scotland (OCC)                     | 7               |
| Album Hàn Quốc (Circle)                  | 17              |
| Album Hàn Quốc Quốc tế (Circle)          | 3               |
| Album Tây Ban Nha (PROMUSICAE)           | 62              |
| Album Thụy Sĩ (Schweizer Hitparade)      | 3               |
| Album Anh Quốc (OCC)                     | 8               |
| Album Hoa Kỳ Billboard 200               | 1               |

| Bảng xếp hạng (2010)            | Vị trí |
| ------------------------------- | ------ |
| Album Úc (ARIA)                 | 11     |
| Album Áo (Ö3 Austria)           | 44     |
| Album Canada (Billboard)        | 12     |
| Album Châu Âu (Billboard)       | 59     |
| Album Pháp (SNEP)               | 88     |
| Album Đức (Offizielle Top 100)  | 91     |
| Album Nhật Bản (Oricon)         | 61     |
| Album Mexico (AMPROFON)         | 68     |
| Album New Zealand (RMNZ)        | 30     |
| Album Thụy Sĩ (Swiss Hitparade) | 31     |
| Album Anh Quốc (OCC)            | 84     |
| Hoa Kỳ Billboard 200            | 20     |
| Album Toàn cầu (IFPI)           | 17     |
| Bảng xếp hạng (2011)            | Vị trí |
| Album Úc (ARIA)                 | 55     |
| Hoa Kỳ Billboard 200            | 95     |

| Bảng xếp hạng (2010–2019) | Vị trí |
| ------------------------- | ------ |
| Album Úc (ARIA)           | 64     |
| Hoa Kỳ Billboard 200      | 115    |

### Animal + Cannibal
| Bảng xếp hạng (2010–2011)       | Vị trí cao nhất |
| ------------------------------- | --------------- |
| Album Áo (Ö3 Austria)           | 67              |
| Album Hy Lạp (IFPI)             | 35              |
| Album Hungaria (MAHASZ)         | 38              |
| Album Ireland (IRMA)            | 17              |
| Album New Zealand (RMNZ)        | 22              |
| Album Hàn Quốc (Circle)         | 19              |
| Album Hàn Quốc Quốc tế (Circle) | 6               |
| Album Anh Quốc (OCC)            | 22              |

| Bảng xếp hạng (2010)     | Vị trí |
| ------------------------ | ------ |
| Album Áo (Ö3 Austria)    | 44     |
| Album New Zealand (RMNZ) | 30     |

## Chứng nhận
| Quốc gia | Chứng nhận  | Số đơn vị/doanh số chứng nhận |
| --- | ----------- | ----------------------------- |
| Úc (ARIA) | 2× Bạch kim | 140.000^                      |
| Áo (IFPI Áo) | Vàng        | 10.000*                       |
| Canada (Music Canada) | 2× Bạch kim | 160.000^                      |
| Đan Mạch (IFPI Đan Mạch) | Vàng        | 10.000‡                       |
| Pháp (SNEP) | Vàng        | 50.000*                       |
| Đức (BVMI) | Vàng        | 150.000^                      |
| Ireland (IRMA) | Vàng        | 7.500^                        |
| Nhật Bản (RIAJ) | Vàng        | 100.000^                      |
| México (AMPROFON) | Bạch kim    | 60.000^                       |
| New Zealand (RMNZ) cho Animal + Cannibal | 2× Bạch kim | 30.000‡                       |
| Ba Lan (ZPAV) | Vàng        | 10.000*                       |
| Thụy Điển (GLF) cho Animal + Cannibal | Vàng        | 20.000‡                       |
| Anh Quốc (BPI) | Bạch kim    | 300.000‡                      |
| Hoa Kỳ (RIAA) | 4× Bạch kim | 4.000.000‡                    |
| Tổng hợp |             |                               |
| Toàn cầu | —           | 8,000,000                     |
| * Chứng nhận dựa theo doanh số tiêu thụ. ^ Chứng nhận dựa theo doanh số nhập hàng. ‡ Chứng nhận dựa theo doanh số tiêu thụ và phát trực tuyến. |             |                               |

## Lịch sử phát hành
| Khu vực        | Ngày             | Hãng đĩa   | Ct.    |
| -------------- | ---------------- | ---------- | ------ |
| Đan Mạch       | 1 tháng 1, 2010  | Sony       | [ 84 ] |
| Ý              | 1 tháng 1, 2010  | Sony       | [ 85 ] |
| Philippines    | 1 tháng 1, 2010  | Sony       | [ 86 ] |
| Hàn Quốc       | 4 tháng 1, 2010  | Sony       | [ 87 ] |
| Canada         | 5 tháng 1, 2010  | Sony       | [ 88 ] |
| Tây Ban Nha    | 5 tháng 1, 2010  | Sony       | [ 89 ] |
| Hoa Kỳ         | 5 tháng 1, 2010  | RCA        | [ 90 ] |
| Úc             | 8 tháng 1, 2010  | Sony       | [ 91 ] |
| New Zealand    | 11 tháng 1, 2010 | Sony       | [ 92 ] |
| Pháp           | 25 tháng 1, 2010 | Sony       | [ 93 ] |
| Brazil         | 28 tháng 1, 2010 | Sony       | [ 94 ] |
| Vương quốc Anh | 1 tháng 2, 2010  | Columbia   | [ 95 ] |
| Argentina      | 23 tháng 2, 2010 | Sony       | [ 96 ] |
| Nhật Bản       | 12 tháng 5, 2010 | Sony Japan | [ 97 ] |
| Úc             | 16 tháng 7, 2010 | Sony       | [ 98 ] |

| Khu vực        | Ngày              | Hãng đĩa   | Ct.     |
| -------------- | ----------------- | ---------- | ------- |
| Úc             | 19 tháng 11, 2010 | Sony       | [ 99 ]  |
| Canada         | 22 tháng 11, 2010 | Sony       | [ 100 ] |
| New Zealand    | 22 tháng 11, 2010 | Sony       | [ 101 ] |
| Philippines    | 22 tháng 11, 2010 | Sony       | [ 102 ] |
| Hàn Quốc       | 22 tháng 11, 2010 | Sony       | [ 103 ] |
| Hoa Kỳ         | 22 tháng 11, 2010 | RCA        | [ 104 ] |
| Nhật Bản       | 8 tháng 12, 2010  | Sony Japan | [ 105 ] |
| Brazil         | 20 tháng 12, 2010 | Sony       | [ 106 ] |
| Vương quốc Anh | 31 tháng 1, 2011  | Columbia   | [ 107 ] |